# Paphinia benzingii
Paphinia benzingii (возможное русское название: Пафиния бензингии) — эпифитное травянистое растение семейства Орхидные, или Ятрышниковые (Orchidaceae).
Вид не имеет устоявшегося русского названия, в русскоязычных источниках обычно используется научное название Paphinia benzingii.
Описана Calaway H. Dodson & Tilman Neudecker в Die Orchidee. Hamburg-Othmarschen & Hamburg, 41: 233, figs. 190.

## Биологическое описание
Цветки белые тонированные коричнево-красным, похожи на Paphinia neudeckeri, отличаются деталями строения, в частности у Paphinia benzingii более узкие верхушечные лепестки.

## Ареал, экологические особенности
Северо-Западный Эквадор, провинции Эсмеральдас, 12-й километр дороги Лита-Сан-Лоренсо.

Описанные растения были собраны на высоте около 750 метров над уровнем моря. 

Растения найдены в местах произрастания Paphinia hirtzii и Paphinia litensis. Соответственно имеют схожие особенности экологии. Вид обитает в очень влажных условиях (более 6000 мм осадков).

## Этимология
Растение названо в честь доктора Дэвида Benzing, биолога и сборщика растений из университета Оберлин (штат Огайо, США).

## В культуре
О содержании этого вида орхидей никаких данных нет.